# Plutothrix canariensis
Plutothrix canariensis är en stekelart som beskrevs av Karl-Johan Hedqvist 1974. Plutothrix canariensis ingår i släktet Plutothrix och familjen puppglanssteklar. Inga underarter finns listade i Catalogue of Life.